# E97号線
E97号線（E97ごうせん、英: European route E97）は欧州自動車道路のAクラス幹線道路。ウクライナのヘルソンからロシア、 ジョージアを経由し、トルコのAşkaleを結ぶ。

## 経路

### 経過する主要都市
- ウクライナ
  - E58 - ヘルソン
- ロシア
  - ジャンコイ（英語版）
  - E115 -ノヴォロシースク
  - ソチ
- ジョージア
  - スフミ
  - ポティ
- トルコ
  - E70 - トラブゾン
  - ギュミュシュハーネ
  - E80 - Aşkale